# Johannes Vilhelm Jensen
Johannes Vilhelm Jensen (Farsø, 20. siječnja 1873. – 25. studenog 1950.) je bio danski književnik i dobitnik Nobelove nagrade za književnost 1944. godine.
Johannes Vilhelm Jensen je rođen 20. siječnja 1873. u Farsu, a školovao se na kopenhagenskom sveučilištu. Njegova djela istaknuta su zbog njihovog profiniranog razumijevanja i suosjećajnog portretiranja skromnih ljudi. Prvo priznanje dobio je za svoje djelo Priče iz Himmera (Himmerlandshistorier, 1898. – 1910.), kolekciju narodnih priča iz njegove rodne provincije.
Jensen je bio fasciniran teorijom evolucije i to je dokazao sa svojih 6 romana (1909. – 1920.) u kojima je iznio svoje mišljenje o razvoju čovjeka od primata pa do inteligentnog bića. Ti romani su 1938. spojeni u jedan roman u dva dijela koji je naslovljen Dugi put (Den Lange Rejse).
Jensen koji je književnosti dopirnio s više od 60 zbirki pjesama, drama i romana i za taj opus je 1944. dobio Nobelovu nagradu za književnost. Johannes Vilhelm Jensen je umro 25. studenog 1950.

## Vanjske poveznice
- Autobiography at Nobelprize.org
- Biography and works of Jensen